# Crepidiastrum sonchifolium
Crepidiastrum sonchifolium là một loài thực vật có hoa trong họ Cúc. Loài này được (Bunge) Pak & Kawano mô tả khoa học đầu tiên năm 1992.